# Pařížská mírová smlouva (1856)

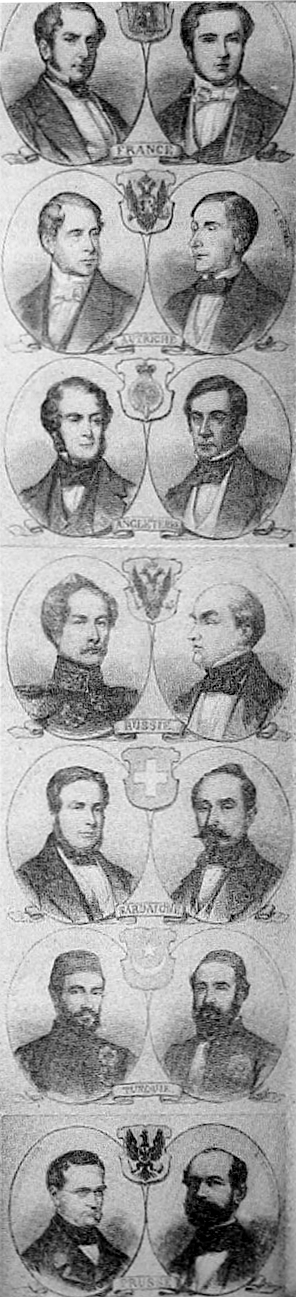
Signatáři pařížské smlouvy z roku 1856.

Pařížská mírová smlouva byla podepsaná na pařížském kongresu dne 30. března 1856 v Paříži mezi Ruskem a koalicí, kterou tvořily Spojené království, Francie, Osmanská říše a Sardinské království. Tato smlouva ukončila krymskou válku (1853–1856). Na jednáních bylo později přítomno i Prusko prostřednictvím svého delegáta.

## Obsah smlouvy
Rusko muselo souhlasit s neutralizací Černého moře, odstoupilo ústí (deltu) Dunaje, jižní Besarábii Moldavsku a zakavkazskou provincii Kars. Byl vytvořen společný protektorát evropských velmocí nad křesťany žijícími v Osmanské říši, což byla původní ambice Ruska. Rusko snížilo svůj vliv na Balkáně. Velmoci také garantovaly územní celistvost a integritu Turecku, podobně byly garance poskytnuty dunajským knížectvím, o jejichž budoucnosti mělo být rozhodnuto později (zejména díky francouzské iniciativě byla tato knížectví sjednocena do státního útvaru Rumunsko). Klauzule týkající se Černého moře byly Ruskem jednostranně vypovězeny roku 1870 (viz Londýnská konference (1871)). Alandské ostrovy patřící Rusku byly touto smlouvou demilitarizovány.
Pařížský kongres dále rozhodnul o vzniku Komise k zajištění plavby po Dunaji, potvrdil platnost Londýnské konvence o Úžinách a stanovil některá pravidla mezinárodního práva jako je zákaz kaperství, práva neutrálů za války etc. Napoleon III. požadoval od pařížského kongresu i částečnou revizi ustanovení Vídeňského kongresu z roku 1815, především ve vztahu Francie k Polsku a Itálii. Nezískal však podporu Spojeného království pro otevření těchto témat.

## Signatáři smlouvy
Francie
- Alexandre Colonna-Walewski, ministr zahraničí, předseda kongresu
- François Adolphe Bourqueney, velvyslanec ve Vídni

Spojené království
- George Villiers, 4. hrabě z Clarendonu, ministr zahraničí
- Henry Wellesley, 2. baron Cowley, velvyslanec v Paříži

Rakouské císařství
- Karel Ferdinand z Buol-Schauensteinu, ministr zahraničí
- Alexander baron Hübner, velvyslanec v Paříži

Prusko
- Otto Theodor baron Manteuffel, ministerský předseda
- Maximilian hrabě Hatzfeldt, velvyslanec v Paříži

Rusko
- Alexej Fjodorovič hrabě Orlov, předseda státní rady
- Filip Ivanovič hrabě Brunnov, velvyslanec u Německého spolku

Sardinie
- Camillo Benso hrabě Cavour, ministerský předseda
- Salvatore Pes, markýz Villamarina, velvyslanec v Paříži

Osmanská říše
- Mehmed Ali Paša, velkovezír
- Mehmed Kemil Bej, velvyslanec v Paříži